# Edu Marangon
Edu Marangon, brazilski nogometaš in trener, * 2. februar 1963.
Za brazilsko reprezentanco je odigral 9 uradnih tekem in dosegel en gol.